# درانغو أسود
درانغوأسود (Black drongo) هو طائر عصفوري آسيوي صغير من فصيلة ديكروريدي. وهو يقيم في الكثير من المناطق الاستوائية في جنوب آسيا وجنوب غرب إيران حتى الهند وسريلانكا شرقا إلى جنوب الصين وإندونيسيا. وهو طائر أسود اللون كليًا مع ذنب متشعب مميز، ويبلغ طول الدرانغو الأسود 28 سم (11 بوصة).ويتغذى على الحشرات، وهو شائع في المناطق الزراعية المفتوحة والغابات المخفضة في جميع أنحاء نطاقها، وتنتشر بشكل واضح على جثم عارية أو على طول خطوط الطاقة أو الهاتف.